# Huntington Park
Huntington Park es una ciudad del condado de Los Ángeles, 
California, Estados Unidos. Según el censo del año 2000, la ciudad contaba con 61.348 habitantes. Recibió su nombre del importante industrial Henry Huntington.
Distrito Escolar Unificado de Los Ángeles gestiona las escuelas públicas.

## Historia
La ciudad se integró en 1906 como un suburbio de carretera para trabajadores de las industrias en rápida expansión al sudeste del centro de Los Ángeles (a día de hoy, alrededor del 30% de sus residentes trabajan en factorías en las vecinas Vernon y Commerce. )